# Dryopithecus
I Driopitechi (Dryopithecus) sono un genere di ominidi estinti i cui resti furono trovati per la prima volta nel sud della Francia nel 1856. Rappresentano il primo fossile rinvenuto di scimmie antropomorfe. Sono stati a lungo ritenuti antenati dell'essere umano, ma attualmente si pensa fossero più simili ai Pongini.
Il nome Dryopithecus deriva dal greco e significa "scimmia delle querce", in riferimento ai giacimenti di legno fossile  considerati contemporanei, scoperti nei Pirenei.

## Ritrovamenti
I Driopithechi vissero tra il Miocene medio ed il Miocene superiore. Dopo essersi sviluppati a sud della Rift Valley africana, si diffusero in tutta l'Africa per poi approdare in Europa e Asia. I primi resti furono rinvenuti nel 1856 nel sito di Saint-Gaudens nell'Haute Garrone, in Francia. Sono  stati ritrovati anche in Spagna, Ungheria e Cina.

## Caratteristiche
Misuravano circa 60 cm di altezza e, benché fossero probabilmente capaci di camminare eretti, si spostavano soprattutto a quattro zampe; tuttavia non si appoggiavano alle falangi delle mani come le grandi scimmie antropomorfe quali lo scimpanzé e il gorilla. I denti a cinque cuspidi e la tipologia giovanile delle fessurazioni dei molari, nota come disposizione 5Y, è tipica degli ominoidi in generale. I Driopithechi conducevano vita arboricola e si cibavano di bacche e frutta.

## Specie
- Dryopithecus fontani, denominato dallo scopritore Édouard Lartet in onore del naturalista amatoriale Fontan
- Dryopithecus cautleyi
- Dryopithecus chinjiensis
- Dryopithecus frickae
- Dryopithecus pilgrimi
- Dryopithecus punjabicus
- Dryopithecus sihongensis
- Dryopithecus sivalensis